# Ceremonitrumma

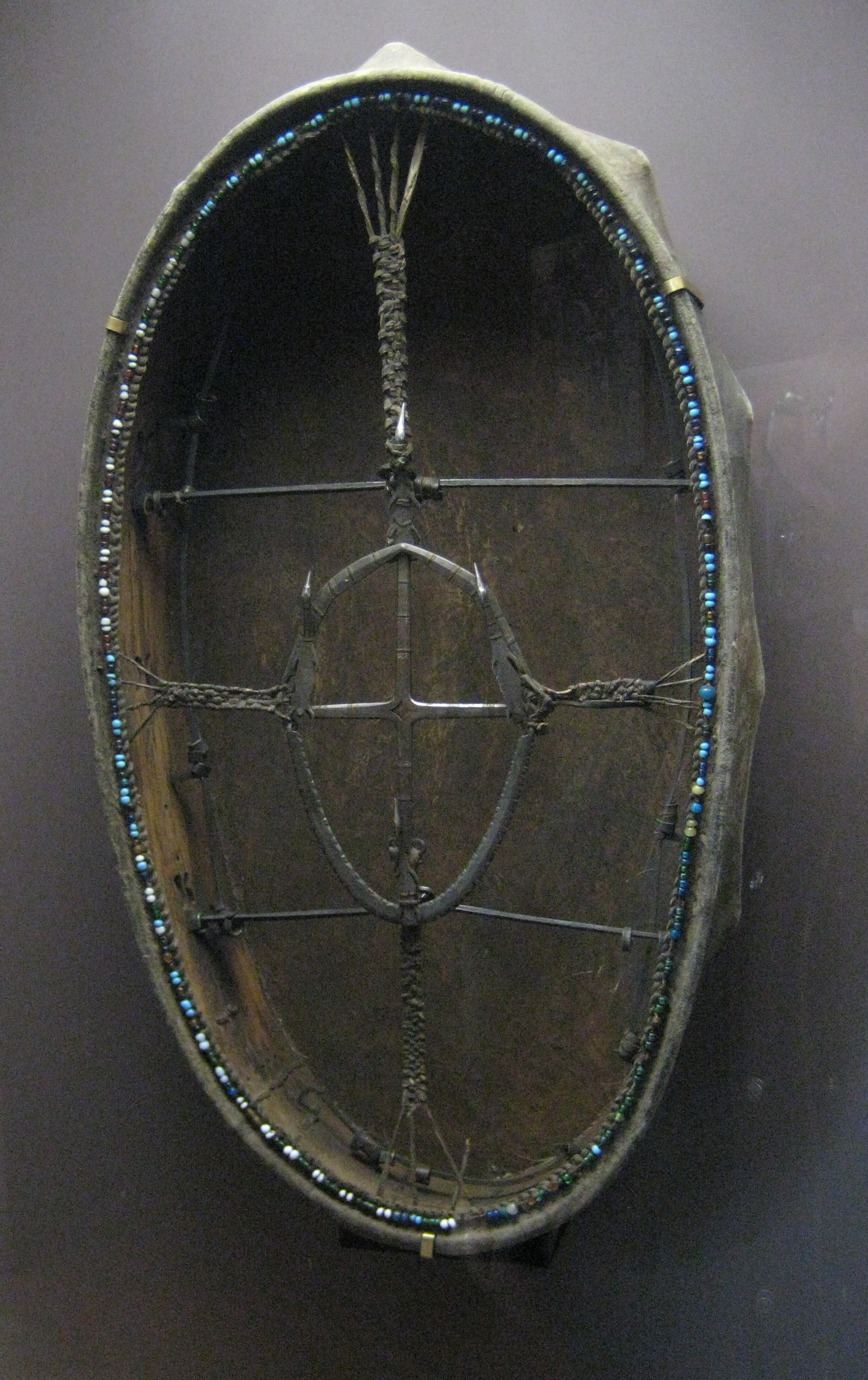
Baksida och handtag på ceremonitrumma tillhörande ursprungsbefolkningen evenker i Sibirien.

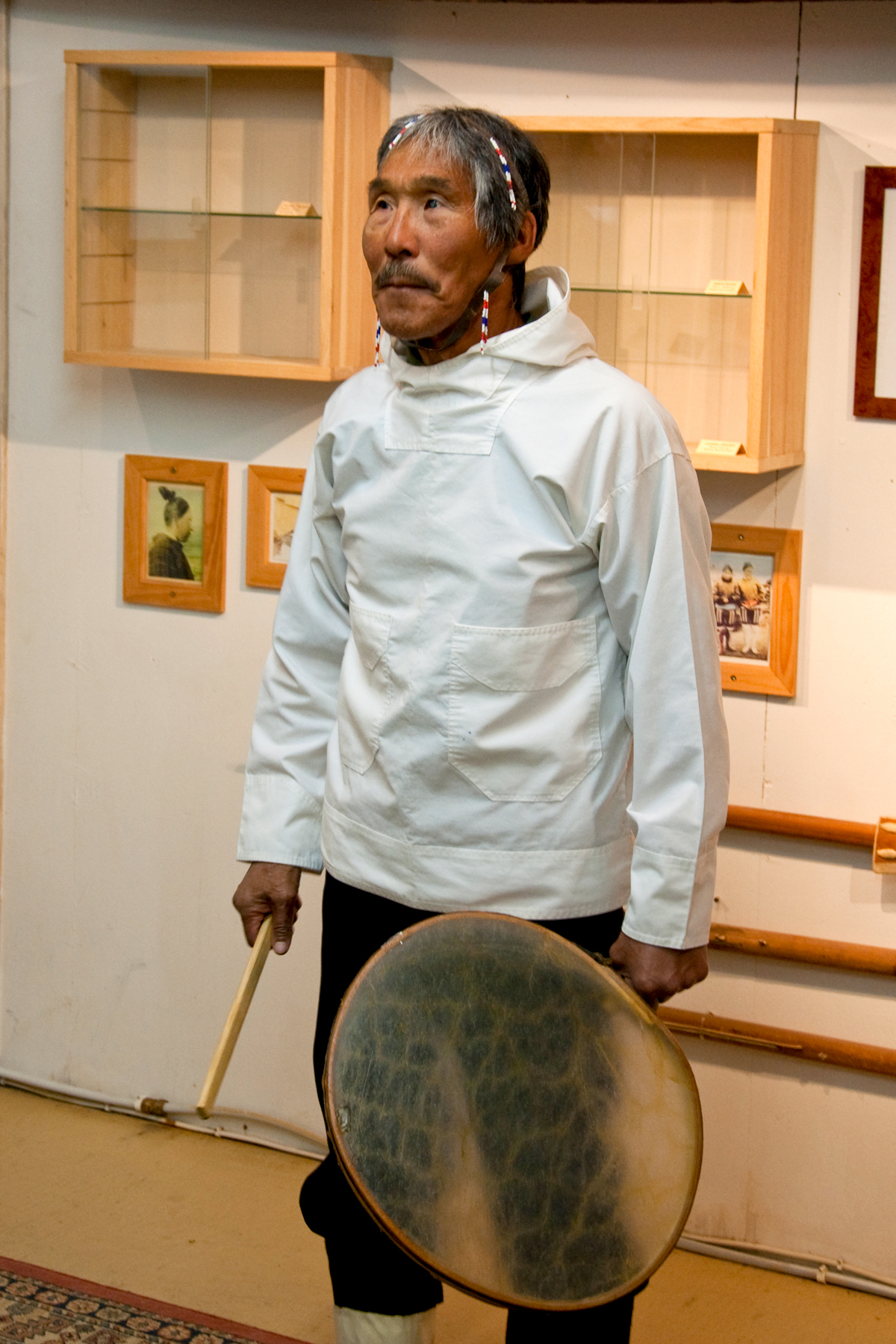
Schamanen Anda Kuitse (född 1945) från Kulusuk på Grönland hållande en ceremonitrumma.

En ceremonitrumma är en ramtrumma som används inom de arktiska schamanistiska religionerna, ofta i syfte att försätta användaren eller någon annan person i ett förändrat medvetandetillstånd (trans) eller som redskap vid spådom.
Trumman, som även kallas shamanens häst, är verktyget varmed shamanen förflyttar sig mellan de olika världarna längs med axis mundi genom en så kallad trumresa.

## Utformning
Trumman finns i olika modeller och här kan bland annat nämnas samernas skåltrumma som tillverkas ur en trävril som urholkas och sedan förses med ett trumskinn av renhud. Vissa trummor används medelst att man trummar med handen, fingrarna eller knogarna och andra med trumpinnar. Trumpinnarna är ofta av trä, ben eller horn och förses ibland av en topp av läder eller tovad ull för att ändra trummans ljudbild.

## Samisk trumma
Den samiska trumman spelade en stor roll i det förhistoriska samiska, schamanistiska samhället. Trumman hade två funktioner. För nåjden, den samiske schamanen, var den ett instrument som hjälpte honom eller henne att försätta sig i trance. Under trancen kunde nåjden färdas till andra världar, till de samiska gudarnas värld eller till andra platser som önskades besökas. Trumman kunde också vara ett instrument med vars hjälp man tydde framtiden.

## Sibirisk trumma
De sibiriska schamantrummorna indelas i Nordiska museets samling i ramtrummor och skåltrummor. Ramtrumman indelas vidare i de tre kategorierna svep-, ring- och vinkelramstypen efter dess morfologiska karaktär. Trumman bestod av en träram, överspänt med ett tunt skinn med målade symboler i röd färg eller blod. En ring, föreställande en groda, placerades på trumskinnet och fick slumpvis hoppa omkring under trumslagens inverkan, varefter "korrekta" slutsatser drogs.

## Samtida användning
Shamantrummor används idag av såväl shamaner som personer inom olika inriktningar av New Agerörelsen och tillverkas av ett antal trummakare varav vissa även lär ut tekniken vid olika kurser.